# Erfüllungsglück
Das Erfüllungsglück ist jene Form des Lebensglücks, die im Erreichen bestimmter Standards bzw. im Besitz der wichtigsten glücksrelevanten Güter besteht. Es deckt sich mit dem objektiven Ausdruck des Wohlergehens und steht für ein gelingendes, blühendes oder gutes Leben. Beispielsweise kann jemand im Sinne des Erfüllungsglücks als glücklich bezeichnet werden, der „ein langes, gesundes und erfolgreiches Leben als hervorragender Pianist und geachteter Mitbürger führt und zudem über ein erfülltes Ehe- und Familienleben verfügt“. Das Erfüllungsglück kann von einem zweiten Konzept des Lebensglücks, dem Empfindungsglück, abgrenzt werden, dessen Bedeutung in die Richtung eines positiven Gemütszustandes geht.

## Objektive und subjektive Maßstäbe
Die Standards bzw. Güter, die bestimmen, worin das Erfüllungsglück besteht, lassen sich in objektive und subjektive unterteilen. Als objektives Verhältnis hat Aristoteles das Glück (eudaimonía) verstanden. Der Mensch sei dann glücklich, wenn er die Funktion (ergon), die ihm von der kosmischen Ordnung angewiesen ist, erfüllt, d. h. wenn er sein Leben dem vernünftigen Denken, etwa als Philosoph, widmet. Außerdem bedürfe es für ein glückliches Leben äußerer Güter, z. B. Gesundheit, Nahrung und Freunde. Subjektive Maßstäbe sind solche, die ein individueller Mensch an sein Leben anlegt. John Rawls zufolge besteht Glück in der erfolgreichen Ausführung eines vernünftigen Lebensplanes. Durch diesen sollen sich die einzelnen Interessen einer Person ohne gegenseitige Behinderung erfüllen lassen. Da Menschen in unterschiedlichen Verhältnissen leben und über eigene Vorstellungen von ihrem Wohl verfügen, haben sie individuell verschiedene Lebenspläne. Ist sich ein Mensch allerdings unsicher, welche Art von Leben er führen soll, weil er nicht weiß, was für ihn von Wert ist, dann sind subjektive Standards allein wenig hilfreich. Eine objektive Beschreibung des guten Lebens stammt von Martha Nussbaum. Sie formuliert eine Liste von Grundfähigkeiten (z. B. sich guter Gesundheit zu erfreuen, Eingehen sozialer Beziehungen), die von zentraler Bedeutung für das Wohlergehen eines Menschen sind. Ihre Konzeption ist dabei einerseits „stark“ (sie gibt allgemeingültige Merkmale eines guten Lebens an) und andererseits „vage“ (sie skizziert lediglich allgemeine Konturen und ist offen für Spezifikationen und Ausformulierungen im konkreten Kontext). Ausgangspunkt von Nussbaums Theorie ist ein Bild des Menschen, das auf mythischen Erzählungen beruht und in einem „Prozess der Selbstinterpretation“ entwickelt wurde. Stärker empirisch orientiert ist ein Ansatz, der die für das Wohlergehen unverzichtbaren Güter auf die menschlichen Bedürfnisse zurückführt. Zwar verfügen Menschen über eine Vielzahl individuell variabler und gesellschaftlich geprägter Wünsche. Diesen liegen jedoch eine begrenzte Zahl fundamentaler Bedürfnisse zugrunde, die mit Methoden der Motivationspsychologie bzw. Humanethologie erschlossen werden können.

## Verhältnis zum Empfindungsglück
Je näher das Leben eines Menschen der Erfüllung der genannten Kriterien kommt, desto größer ist das Erfüllungsglück, das ihm zuteilwird. Allerdings führt das Erreichen persönlicher Lebensziele oder die Befriedigung grundlegender Bedürfnisse nicht automatisch dazu, dass sich eine Person glücklich fühlt (hedonistische Adaptation). Das Wohlergehen ist begrifflich vom Wohlbefinden zu unterscheiden. Bei der Bewertung des Lebensglücks einer Person müssen beide Bedeutungsaspekte, Erfüllungs- und Empfindungsglück, berücksichtigt werden. Zum Leben des Glücklichen gehöre Lust, so Aristoteles. Ein Leben ohne Freude kann man folglich nicht glücklich nennen.

## Erfüllungsglück und Moral
Das Wohlergehen eines Menschen steht darüber hinaus in enger Beziehung zum Wohlergehen anderer, oder wie Augustinus es ausdrückt: „Glücklich ist jener, der alles hat, was er will, und der das nicht auf schlechte Weise will“. Die Natur des Menschen kann dabei nicht als alleinige Richtschnur für ein gutes Leben dienen. Nicht Gier und Brutalität, sondern nur jene menschlichen Fähigkeiten sollten gefördert werden, die einer ethischen Bewertung standhalten. Bestimmte Aspekte menschlichen Wollens stehen im Konflikt mit den Interessen anderer Menschen (z. B. das Streben nach Macht und Status) bzw. nichtmenschlicher Lebewesen (Ernährung). Der Umgang mit diesen Konflikten bzw. die moralische Komponente des Erfüllungsglücks ist zentraler Bestandteil weiterer Begriffe: Schalom, Sumak kawsay, Gute Gesellschaft.